# Paul Anghel
Paul Anghel (n. 8 august 1931, Recea, Bacău – d. 19 mai 1995, București) a fost un dramaturg, publicist, prozator, eseist și romancier român.

## Biografie
Debutează ca dramaturg la Cluj, în 1968 cu drama istorică Săptămâna patimilor, dedicată lui Ștefan cel Mare. Din volumul „Teatru premiat de Academie", face parte și piesa „Viteazul" (premiul Uniunii Scriitorilor).
A fost redactor la Contemporanul și apoi redactor-șef la Tribuna României (1972 - 1974). Debutează cu volumul Șapte inși într-o căruță. Povestire dintr-o toamnă bogată (1961), urmat de reportajele monografice Victoria de la Oltina (1961) și Arpegii la Siret. Itinerar moldav (1964), Arhiva sentimentală (1968).
A fost căsătorit cu Malvina Urșianu, scenaristă și regizoare de film.

## Romane
Din ciclul romanesc „Zăpezile de acum un veac" au apărut Scrisoare de la Rahova (Cartea a V-a, 1977), Te Deum la Grivița (Canea a IV-a, 1978), Noaptea otomană (Cartea a III-a, 1979), Fluviile (Cartea a II-a, 1980), Ieșire din iarnă (Cartea I, 1981), Noroaiele (Cartea a IV-a, 1982).

## Volume de eseuri și articole
- Șapte inși într-o căruță (1961);
- Victoria de la Oltina (1961);
- Arpegii la Siret (1964);
- Arhivă sentimentală (1968);
- Sfaturile motanului Grigore (1969);
- Mor-mor și fetița portocalie (1969);
- Alfabet sonor (1972);
- Efemeride (1972);
- Convorbiri culturale (1972);
- Recitind o țară (1972);
- Teatru (1972);
- Noua arhivă sentimentală (1975);
- Scrisoare de la Rahova (1977);
- O clipă în China (1978);
- Te Deum la Grivița (1978);
- Noaptea otomană (1979);
- Săptămâna patimilor (1979);
- Popasuri între arme (1979);
- Fluviile (1980);
- Ieșirea din iarnă (1981);
- Noroaiele (1982);
- Zăpezile (1984);
- Cutremurul (1986);
- Întorcerea morților (1987);
- Ieșirea la mare (1988);
- Fascinația ierbii (1988);
- Zăpezile de-acum un veac I-II (1996);
- O istorie posibilă a literaturii române. Modelul magic (2002);
- Obârșie și perenitate (2003);

## Scenarii de film
- Aproape de soare (1961) - împreună cu Savel Știopul

## Vezi și
- Listă de dramaturgi români
- Listă de piese de teatru românești